# دزفول

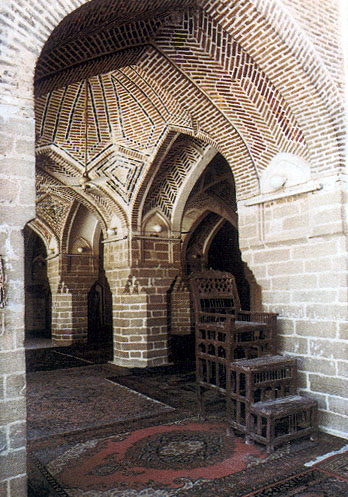
مسجد دزفول الجامع

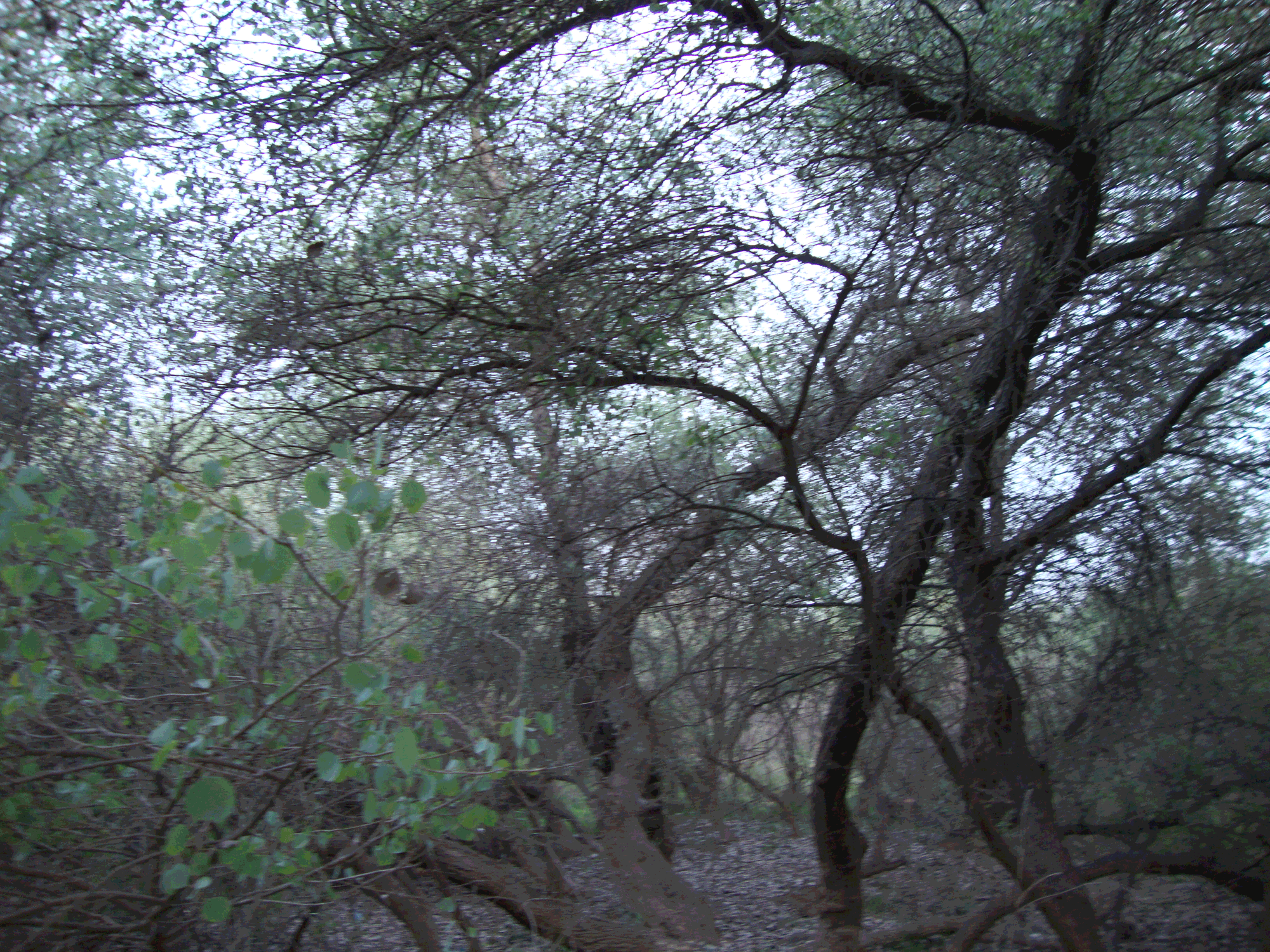
غابات حميد أباد ، طريق دزفول إلى شوش

دزفول أو دسبول مدينة إيرانية جنوبية تقع في محافظة شمال خوزستان على سفوح جبال زاغروس وعلى ضفة نهر ديز. عدد سكانها 256,927 نسمة حسب إحصاء عام 2006.

## المناخ
يظهر الجدول التالي التغييرات المناخية على مدار السنة لدزفول:
| البيانات المناخية لـدزفول         | البيانات المناخية لـدزفول | البيانات المناخية لـدزفول | البيانات المناخية لـدزفول | البيانات المناخية لـدزفول | البيانات المناخية لـدزفول | البيانات المناخية لـدزفول | البيانات المناخية لـدزفول | البيانات المناخية لـدزفول | البيانات المناخية لـدزفول | البيانات المناخية لـدزفول | البيانات المناخية لـدزفول | البيانات المناخية لـدزفول | البيانات المناخية لـدزفول |
| الشهر                             | يناير                     | فبراير                    | مارس                      | أبريل                     | مايو                      | يونيو                     | يوليو                     | أغسطس                     | سبتمبر                    | أكتوبر                    | نوفمبر                    | ديسمبر                    | المعدل السنوي             |
| --------------------------------- | ------------------------- | ------------------------- | ------------------------- | ------------------------- | ------------------------- | ------------------------- | ------------------------- | ------------------------- | ------------------------- | ------------------------- | ------------------------- | ------------------------- | ------------------------- |
| الدرجة القصوى °م (°ف)             | 28.0 (82.4)               | 29.0 (84.2)               | 36.0 (96.8)               | 40.5 (104.9)              | 46.5 (115.7)              | 50.0 (122.0)              | 53.6 (128.5)              | 52.0 (125.6)              | 48.0 (118.4)              | 43.0 (109.4)              | 35.0 (95.0)               | 29.0 (84.2)               | 53.6 (128.5)              |
| متوسط درجة الحرارة الكبرى °م (°ف) | 17.2 (63.0)               | 19.6 (67.3)               | 24.1 (75.4)               | 30.0 (86.0)               | 37.5 (99.5)               | 43.7 (110.7)              | 46.0 (114.8)              | 44.9 (112.8)              | 41.7 (107.1)              | 34.8 (94.6)               | 26.2 (79.2)               | 19.3 (66.7)               | 32.1 (89.8)               |
| المتوسط اليومي °م (°ف)            | 10.8 (51.4)               | 13.2 (55.8)               | 17.3 (63.1)               | 22.8 (73.0)               | 29.9 (85.8)               | 35.1 (95.2)               | 37.0 (98.6)               | 35.8 (96.4)               | 32.0 (89.6)               | 25.6 (78.1)               | 17.9 (64.2)               | 12.5 (54.5)               | 24.2 (75.5)               |
| متوسط درجة الحرارة الصغرى °م (°ف) | 5.3 (41.5)                | 6.8 (44.2)                | 10.0 (50.0)               | 14.7 (58.5)               | 20.5 (68.9)               | 23.8 (74.8)               | 26.2 (79.2)               | 25.5 (77.9)               | 21.1 (70.0)               | 16.2 (61.2)               | 10.8 (51.4)               | 6.8 (44.2)                | 15.6 (60.2)               |
| أدنى درجة حرارة °م (°ف)           | −9 (16)                   | −4.0 (24.8)               | −2 (28)                   | 3.0 (37.4)                | 10.0 (50.0)               | 16.0 (60.8)               | 19.0 (66.2)               | 16.5 (61.7)               | 10.0 (50.0)               | 6.0 (42.8)                | 1.0 (33.8)                | −2 (28)                   | −9 (16)                   |
| معدل هطول الأمطار مم (إنش)        | 100.6 (3.96)              | 60.0 (2.36)               | 50.2 (1.98)               | 34.5 (1.36)               | 9.2 (0.36)                | 0.0 (0.0)                 | 0.2 (0.01)                | 0.0 (0.0)                 | 0.0 (0.0)                 | 7.4 (0.29)                | 39.1 (1.54)               | 83.2 (3.28)               | 384.4 (15.14)             |
| متوسط الأيام الممطرة              | 9.9                       | 8.1                       | 8.1                       | 6.5                       | 3.0                       | 0.0                       | 0.1                       | 0.0                       | 0.0                       | 2.1                       | 6.2                       | 8.0                       | 52                        |
| متوسط الرطوبة النسبية (%)         | 75                        | 68                        | 59                        | 49                        | 32                        | 22                        | 24                        | 28                        | 29                        | 40                        | 59                        | 73                        | 47                        |
| ساعات سطوع الشمس الشهرية          | 131.6                     | 158.4                     | 192.3                     | 217.7                     | 272.5                     | 325.6                     | 322.7                     | 317.0                     | 291.3                     | 234.8                     | 158.2                     | 121.9                     | 2٬744                     |
| المصدر: NOAA (1961-1990)          |                           |                           |                           |                           |                           |                           |                           |                           |                           |                           |                           |                           |                           |

## توأمة
لدزفول اتفاقيات توأمة مع:
- صور

## أعلام
- مرتضى الأنصاري
- محمد حسن الشيرازي
- فرزاد جعفري
- عبد الله كرمي
- احسان علوان زاده
- غلام علي رشيد
- محمد أمير خاتمي
- رضا أحمدي